# 역사 미궁으로부터의 탈출
《역사 미궁으로부터의 탈출 ~리얼탈출게임×TV도쿄~》(歴史迷宮からの脱出〜リアル脱出ゲーム×テレビ東京〜 레키시메이큐카라노닷슈츠 ~리아루닷슈츠게무 테레비토쿄~[*])는 TV 도쿄에서 2020년 10월 3일(2일 심야 시간대)부터 방송되고 있는 드라마이다.

## 개요
미래의 사이버 테러리스트가 해킹한 역사를 원래의 상태로 돌리기 위해서 현대의 여고생 타니다 준이 동급생인 에바타 레이토와 타임 슬립을 해서 버그인 ‘암호=수수께끼’를 해결하는 리얼 탈출 게임 요소가 있는 드라마이다. 방송 중에 시청자가 뉴스 어플 ‘SmartNews’를 통해서 답을 올리면 순위가 매겨져서 경쟁을 하게 되는 시청자 참가형 드라마이다.

## 등장 인물
- 후쿠모토 리코 : 타니다 준(谷田純) 역[1]
- 이이지마 히로키 : 에바타 레이토(江畑伶人) 역[2]
- 카나메 준 : 빌 후지타(ビル・フジタ) 역[2]

## 게스트
제1화
- 오다 노부나리 : 오다 노부나가 역 - 일본의 다이묘

제2화
- 와타나베 테츠 : 가쓰시카 호쿠사이 역 - 에도 시대의 우키요에 화가
- 스틸 텟페이 : 오니자와(鬼沢) 역
- 타야마 유키 : 오에이(お栄) 역 - 에도 시대 후기의 우키요에 화가
- 모리 히나미 : 모리 히나미 역 - 그라비아 아이돌[3]

제3화
- 시호도 와타루 : 토머스 에디슨 - 미국의 발명가
- 그레이스 에마 : 미사(ミサ) 역

제4화
- 밋치 : 사카모토 료마 역 - 에도 시대 말기의 무사 겸 사업가
- 모리타 코코로 : 오료 역
- 카와노 나오키 : 미요시 신조 역

제5화
- 카아이 가몬 : 다자이 오사무 역
- 히사 렌 : 미치코 역

## 방송 일정
| #      | 날짜      |
| ------ | --------- |
| 제1화  | 10월 3일  |
| 제2화  | 10월 10일 |
| 제3화  | 10월 17일 |
| 제4화  | 10월 24일 |
| 제5화  | 10월 31일 |
| 최종화 | 11월 7일  |

## 방송 시간
| 방송 기간                          | 방송 시간                              | 방송 채널     | 비고          |
| ---------------------------------- | -------------------------------------- | ------------- | ------------- |
| 2020년 10월 3일 ~ 11월 7일         | 매주 토요일 12:52 ~ 1:23 (금요일 심야) | TV 도쿄       | 제작 방송국   |
|                                    |                                        | TV 오사카     | 동시 네트워크 |
|                                    |                                        | TV 홋카이도   | 동시 네트워크 |
|                                    |                                        | TVQ 규슈 방송 | 동시 네트워크 |
| 2020년 10월 28일 ~ 12월 2일        | 매주 수요일 1:00 ~ 1:30 (화요일 심야)  | TV 아이치     | 지연 네트워크 |
| 2020년 12월 14일 ~ 2021년 1월 18일 | 매주 월요일 1:00 ~ 1:30 (일요일 심야)  | TV 와가야마   | 지연 네트워크 |

| 연재 기간                  | 연재 사이트 | 비고                     |
| -------------------------- | ----------- | ------------------------ |
| 2020년 10월 3일 ~ 11월 7일 | 넷도 TV도쿄 | 지상파와 동시 방송       |
|                            | TVer        | 지상파와 동시 방송       |
|                            | 히카리TV    | 지상파 방송 종료 후 공개 |
|                            | Paravi      | 지상파 방송 종료 후 공개 |

| 연재 기간                   | 연재 사이트  | 비고 |
| --------------------------- | ------------ | ---- |
| 2020년 10월 8일 ~ 11월 11일 | 도라마코리아 |      |

## 같이 보기
- 리얼 탈출 게임 TV - TBS 계열에서 방송된 리얼 탈출 게임을 소재로 한 일본의 드라마.
- 리얼 탈출 게임 밀실 미소녀 - TV 도쿄 계열에서 방송된 리얼 탈출 게임을 소재로 한 일본의 드라마.